# 昆士蘭公園和野地服務處
昆士蘭公園和野地服務處是澳洲政府機構之一，屬於昆士蘭省，此服務處是基於澳洲的環境保護政策所設置，服務的範圍小從昆士蘭省的都市公園，大至荒涼的野地。

## 網站
- 昆士蘭公園和野地服務處網站